# Корриентес (департамент)
Департамент Корриентес  (исп. Departamento de Corrientes) — департамент в Аргентине в составе провинции Корриентес.
Территория — 500 км². Население — 358223 человек. Плотность населения — 716,40 чел./км².
Административный центр — Корриентес.

## География
Департамент расположен на северо-западе провинции Корриентес.
Департамент граничит:
- на северо-востоке — с департаментом Сан-Косме
- на востоке — с департаментом Сан-Луис-дель-Пальмар
- на юге — с департаментом Эмпедрадо
- на западе — с провинцией Чако

## Административное деление
Департамент включает 2 муниципалитета:
- Корриентес
- Риачуэло

## Важнейшие населенные пункты[3]
| № | Населённый пункт | Населённый пункт (исп.) | Категория | Население чел. (2010) | На карте                        |
| - | ---------------- | ----------------------- | --------- | --------------------- | ------------------------------- |
| 1 | Корриентес       | Corrientes              | город     | 346334                | 27°28′49″ ю. ш. 58°49′00″ з. д. |
| 2 | Лагуна-Брава     | Laguna Brava            | город     | 3314                  | 27°29′40″ ю. ш. 58°43′01″ з. д. |
| 3 | Риачуэло         | Riachuelo               | поселок   | 1965                  | 27°34′43″ ю. ш. 58°44′23″ з. д. |
| 4 | Сан-Кайэтано     | San Cayetano            | поселок   | 872                   | 27°34′13″ ю. ш. 58°41′40″ з. д. |